# Ганеватта (підрозділ окружного секретаріату)
Підрозділ окружного секретаріату Ганеватта — підрозділ окружного секретаріату округу Курунегала, Північно-Західна провінція, Шрі-Ланка. Складається з 42 Грама Ніладхарі.